# Landécourt
Landécourt é uma comuna francesa na região administrativa de Grande Leste, no departamento de Meurthe-et-Moselle. Estende-se por uma área de 5,82 km². Em 2010 a comuna tinha 91 habitantes (densidade: 15,6 hab./km²).